# Стражне
Стражне (словац. Strážne) — село в окрузі Требішов Кошицького краю Словаччини. Площа села 16,71 км². Станом на 31 грудня 2016 року в селі проживало 594 жителі.

## Географія
Протікають річка Велька Крчава; Північний Святушський канал і Сомоторський канал.

## Історія
Перші згадки про село датуються 1310 роком.

## Населення
| Рік:            | 1994. | 2004.   | 2014.   | 2024.   |
| --------------- | ----- | ------- | ------- | ------- |
| Кількість осіб: | 716   | 686     | 625     | 566     |
| Різниця:        |       | -4,18 % | -8,89 % | -9,44 % |

| Рік:            | 2023. | 2024.   |
| --------------- | ----- | ------- |
| Кількість осіб: | 585   | 566     |
| Різниця:        |       | -3,24 % |